# Dance to the Music (chanson de Sly and the Family Stone)
Pour les articles homonymes, voir Dance to the Music.
Singles de Sly and the Family Stone
Higher
(1967) Life / M'Lady
(1968)
Clip vidéo
[vidéo] « Dance to the Music (audio) », sur YouTube
Dance to the Music est une chanson du groupe américain Sly and the Family Stone. Elle est parue en 1968 d'abord en single et ensuite sur leur deuxième album Dance to the Music.
La chanson est devenue leur tout premier single à entrer dans les charts. Elle a atteint la 9e place dans le hit-parade soul de Billboard et la 8e sur le Hot 100 de Billboard.

## Distinctions
La chanson Dance to the Music est classée à la 225e place sur la liste des « 500 plus grandes chansons de tous les temps » selon le magazine musical Rolling Stone.
En 1998, elle reçoit le Grammy Hall of Fame Award.